# Zadný Ľadový štít
Der Zadný Ľadový štít (deutsch Eistaler Schulter oder Hiller-Turm, ungarisch Jég-völgyi-váll oder Hiller-torony, polnisch Lodowy Zwornik) ist ein 2507 m n.m. hoher Berg in der Hohen Tatra in der Slowakei. Der Gipfel befindet sich im Bergmassiv des Ľadový štít (Eistaler Spitze) am Hauptkamm der Hohen Tatra, zwischen dem Ľadový štít selbst im Süden und dem Nachbarberg Snehový štít (Schneespitze) im Norden sowie zwischen den Tälern Javorová dolina im Nordwesten und Malá Studená dolina im Südosten.
Der Name bedeutet wörtlich „Hintere Eistaler Spitze“ nach der Lage und wurde vom tschechischen Kletterer František Kroutil geprägt.
Zum Gipfel führt kein touristischer Wanderweg und er ist somit nur für Mitglieder alpiner Vereine oder mit einem Bergführer zugänglich.